# Percina
Percina là một chi cá trong Bộ Cá vược.

## Các loài
Hiện chi này có 48 loài:
- Percina antesella J. D. Williams & Etnier, 1978 (Amber darter)
- Percina apristis C. L. Hubbs & Hubbs, 1954 (Guadalupe darter)
- Percina aurantiaca Cope, 1868 (Tangerine darter)
- Percina aurolineata Suttkus & Ramsey, 1967 (Goldline darter)
- Percina aurora Suttkus & Thompson, 1994 (Pearl darter)
- Percina austroperca Thompson, 1995 (Southern logperch)
- Percina bimaculata Haldeman, 1844 (Chesapeake logperch)
- Percina brevicauda Suttkus & Bart, 1994 (Coal darter)
- Percina brucethompsoni Robinson, Cashner & Near, 2014 (Ouachita darter) [1]
- Percina burtoni Fowler, 1945 (Blotchside darter)
- Percina caprodes Rafinesque, 1810 (Logperch)
- Percina carbonaria Baird & Girard, 1853 (Texas logperch)
- Percina copelandi D. S. Jordan, 1877 (Channel darter)
- Percina crassa D. S. Jordan & Brayton, 1878 (Piedmont darter)
- Percina crypta M. C. Freeman, B. J. Freeman, Burkhead & Straight, 2008 (Halloween darter)
- Percina cymatotaenia Gilbert & Meek, 1887 (Bluestripe darter)
- Percina evides D. S. Jordan & Copeland, 1877 (Gilt darter)
- Percina fulvitaenia Morris & Page, 1981 (Ozark logperch)
- Percina gymnocephala Beckham, 1980 (Appalachia darter)
- Percina jenkinsi Thompson, 1985 (Conasauga logperch)
- Percina kathae Thompson, 1997 (Mobile logperch)
- Percina kusha J. D. Williams & Burkhead, 2007 (Bridled darter)
- Percina lenticula Richards & L. W. Knapp, 1964 (Freckled darter)
- Percina macrocephala Cope, 1867 (Longhead darter)
- Percina macrolepida Stevenson, 1971 (Bigscale logperch)
- Percina maculata Girard, 1859 (Blackside darter)
- Percina nasuta Bailey, 1941 (Longnose darter)
- Percina nevisense Cope, 1870 (Chainback darter)
- Percina nigrofasciata Agassiz, 1854 (Blackbanded darter)
- Percina notogramma Raney & C. L. Hubbs, 1948 (Stripeback darter)
- Percina oxyrhynchus C. L. Hubbs & Raney, 1939 (Sharpnose darter)
- Percina palmaris Bailey, 1940 (Bronze darter)
- Percina pantherina Moore & Reeves, 1955 (Leopard darter)
- Percina peltata Stauffer, 1864 (Shield darter)
- Percina phoxocephala E. W. Nelson, 1876 (Slenderhead darter)
- Percina rex D. S. Jordan & Evermann, 1889 (Roanoke logperch)
- Percina roanoka D. S. Jordan & O. P. Jenkins, 1889 (Roanoke darter)
- Percina sciera Swain, 1883 (Dusky darter)
- Percina shumardi Girard, 1859 (River darter)
- Percina sipsi J. D. Williams & Neely, 2007 (Bankhead darter)
- Percina smithvanizi J. D. Williams & Walsh, 2007 (Muscadine darter)
- Percina squamata Gilbert & Swain, 1887 (Olive darter)
- Percina stictogaster Burr & Page, 1993 (Frecklebelly darter)
- Percina suttkusi Thompson, 1997 (Gulf logperch)
- Percina tanasi Etnier, 1976 (Snail darter)
- Percina uranidea D. S. Jordan & Gilbert, 1887 (Stargazing darter)
- Percina vigil O. P. Hay, 1882 (Saddleback darter)
- Percina williamsi Page & Near, 2007 (Sickle darter)